# Ukrinform
A Agência Nacional de Notícias da Ucrânia (em ucraniano: Українське національне інформаційне агентство), ou Ukrinform (em ucraniano: Укрінформ), é uma agência estatal de informações e notícias, e também atua como radiodifusora internacional da Ucrânia. Foi fundada em 1918 durante a Guerra de Independência da Ucrânia com o nome de Bureau de Imprensa Ucraniana (BUP). O primeiro diretor da agência foi Dmytro Dontsov, quando ainda se chamava Agência Telegráfica Ucraniana.
A Ukrinform representa a Ucrânia na Aliança Europeia de Agências de Notícias (EANA) e na Associação do Mar Negro de Agências Nacionais de Notícias (BSANNA).
A Ukrinform distribui notícias em ucraniano, russo, inglês, alemão, espanhol, francês, chinês, japonês e polonês.